# Caulleriella alata
Caulleriella alata är en ringmaskart som först beskrevs av Rowland Southern 1914.  Caulleriella alata ingår i släktet Caulleriella och familjen Cirratulidae. Arten är reproducerande i Sverige.

## Underarter
Arten delas in i följande underarter:
- C. a. maculata
- C. a. chilensis